# Closterium braunii
Closterium braunii  là một loài Song tinh tảo trong họ Desmidiaceae, thuộc chi Closterium.